# Idioma noruego
El noruego (norsk [nɔʂːk] o [nɔrsk]) es una lengua nórdica hablada principalmente en Noruega, donde es lengua oficial. Junto con el sueco y el danés, el noruego forma un continuum de variantes regionales y locales en mayor o menor medida inteligibles entre sí.
Estas tres lenguas escandinavas continentales, junto con las dos lenguas insulares (el feroés y el islandés) y otros idiomas ya extintos, constituyen lo que se conoce como lenguas nórdicas (también llamadas germánicas septentrionales o escandinavas). El feroés y el islandés ya no son mutuamente inteligibles con el noruego en su forma hablada, ya que el escandinavo continental difiere considerablemente de ellas.
Existen dos formas oficiales de noruego escrito: bokmål [ˈbuːkˌmɔːl] (literalmente: ‘lengua del libro’, ‘lengua literaria’) y nynorsk [ˈnyːˌnɔʂːk] (lit.: ‘nuevo noruego’). El Consejo Lingüístico Noruego recomienda el uso de los términos «noruego bokmål» y «noruego nynorsk».
No hay un estándar oficial para el noruego hablado, pero el sociolecto de la clase urbana media y alta de Noruega Oriental, sobre el que se basa el bokmål, es la forma que se suele enseñar a los estudiantes extranjeros. Esta forma, llamada standard østnorsk (‘noruego oriental estándar’) puede considerarse el estándar hablado de facto del bokmål.
Entre los siglos xvi y xvii, el danés fue la lengua escrita estándar de Noruega. Por esta razón, el desarrollo del noruego moderno escrito ha sido objeto de gran controversia en relación con el nacionalismo, el enfrentamiento entre discurso rural y discurso urbano y la historia literaria de Noruega. Históricamente el bokmål es una variante de danés norueguizada, mientras que el nynorsk es una lengua creada a partir de los dialectos noruegos y el purismo lingüístico en contra del danés. Aunque ahora ya se ha abandonado, durante un tiempo se llevó a cabo una política oficial que pretendía fundir el bokmål y el nynorsk en una lengua común denominada samnorsk a través de una serie de reformas ortográficas. Dicha política dio lugar a la creación de un amplio abanico de formas alternativas tanto en bokmål como en nynorsk. La variante no oficial conocida como riksmål se considera más conservadora que el bokmål, y la variante no oficial høgnorsk (‘alto noruego’), más radical que el nynorsk.
Los noruegos son educados tanto en bokmål como en nynorsk. Una encuesta de 2005 indica que el 86,3 % de la población utiliza principalmente el bokmål como lengua escrita cotidiana, mientras que el 5,5 % utiliza las dos y el 7,5 % utiliza principalmente el nynorsk. Por lo tanto, solo el 13 % escriben frecuentemente en nynorsk, aunque la mayoría habla dialectos que se parecen más al nynorsk que al bokmål. En general, el bokmål y el riksmål son más comunes en áreas urbanas y suburbanas, y el nynorsk, en cambio, en zonas rurales, especialmente en Noruega Occidental. La  Compañía Noruega de Radiotelevisión (NRK) emite en bokmål y en nynorsk, y todas las instituciones gubernamentales tienen la obligación de admitir las dos lenguas escritas. El bokmål se utiliza en el 92 % de las publicaciones escritas, y el nynorsk en el 8 % (2000). A pesar de la preocupación porque los dialectos noruegos pudieran dar paso a una lengua noruega hablada y común cercana al bokmål, los dialectos han encontrado un apoyo importante en los ambientes locales y en la opinión popular, así como en la política.
El noruego es una de las lenguas de trabajo del Consejo Nórdico. Según la Convención Lingüística Nórdica, los ciudadanos de países nórdicos que hablen noruego tienen la oportunidad de hacer uso de su propia lengua en la interacción con órganos oficiales de otros países nórdicos sin tener que responsabilizarse de los gastos de traducción o interpretación.

## Historia

### Del nórdico antiguo a las diferentes lenguas escandinavas

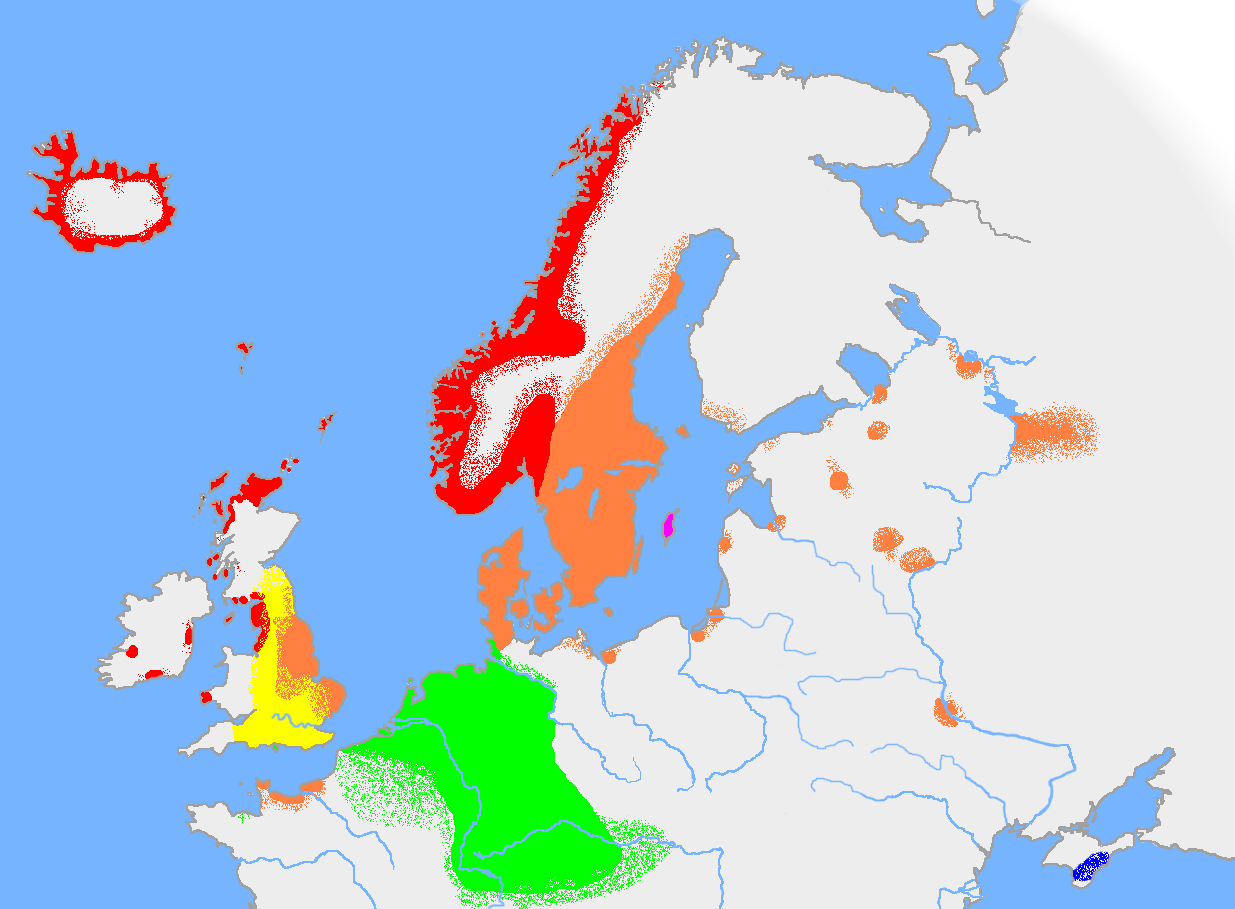
Extensión aproximada del nórdico antiguo y lenguas afines a principios del. El área roja representa la distribución del dialecto «nórdico antiguo occidental»; la naranja, la del «nórdico antiguo oriental». El área rosa es el gútnico antiguo y el área verde señala la extensión de otras lenguas germánicas que aún eran mutuamente inteligibles con el nórdico antiguo

Las lenguas habladas hoy en día en Escandinavia se desarrollaron a partir del nórdico antiguo, cuya extensión no difería mucho de las áreas donde hoy se habla danés, noruego y sueco. De hecho, los comerciantes vikingos extendieron la lengua por Europa hasta Rusia, haciendo del nórdico antiguo una de las lenguas más extendidas de su tiempo.  Según la tradición, el rey Harald Cabellera Hermosa llevó la unidad a Noruega en 872. En esta época estaba en uso un alfabeto rúnico. De acuerdo con los escritos hallados en las tablas de piedra de este periodo histórico, la lengua mostraba una notable falta de desviación entre diferentes regiones. Las runas se habían venido usando desde el siglo III. Sobre el año 1030 el cristianismo llegó a Noruega, trayendo consigo el alfabeto latino. Los primeros manuscritos noruegos que usaron el nuevo alfabeto empezaron a aparecer un siglo después, por la misma época en que el noruego empezó a diferenciarse de sus vecinos.
Los exploradores vikingos empezaron a establecerse en Islandia en el siglo IX, a donde portaron consigo la lengua nórdica antigua. Con el tiempo, el nórdico antiguo fue diferenciándose en dos variantes: la occidental y la oriental. El nórdico occidental abarcaba Noruega (incluidos sus asentamientos marinos en Islandia, Groenlandia, las islas Feroe y las islas Shetland), mientras que el oriental arraigó en Dinamarca y Suecia. Las lenguas de Islandia y Noruega mantuvieron su semejanza hasta aproximadamente el año 1300, cuando se convirtieron en lo que hoy se conoce como islandés antiguo y noruego antiguo.
Durante el periodo tradicionalmente fechado entre 1350 y 1525, el noruego sufrió una transición pasando del noruego medio al noruego moderno. Los mayores cambios fueron una simplificación de la morfología, una sintaxis más fija y una adopción considerable de vocabulario del bajo alemán medio. Un desarrollo similar tuvo lugar en sueco y danés, manteniendo el continuo dialectal intacto en la Escandinavia continental. Sin embargo, no sucedió lo mismo en el feroés ni en el islandés, que perdieron la inteligibilidad mutua durante este periodo.

### Dominación danesa y sueca
En 1397 la Unión de Kalmar unificó Noruega, Suecia y Dinamarca, y desde 1536 Noruega estuvo dominada por el Reino de Dinamarca y Noruega. El danés se convirtió en la lengua escrita más común entre la clase culta de Noruega. El danés hablado fue adoptado gradualmente por la élite urbana, al principio en los eventos formales, y progresivamente se fue adoptando una variedad más relajada para el discurso cotidiano. Esta variedad pasó por un proceso de koineización, que incluía una simplificación gramatical y una pronunciación a la noruega. Con el fin de la unión de ambos reinos, en 1814 la lengua koiné dano-noruega había pasado a ser la lengua materna de una parte sustancial de la élite noruega, pero la variedad más solemne —con un sonido más cercano al danés— siguió siendo utilizada en ocasiones formales.
Poco después del fin de la unión con Dinamarca, el Reino de Noruega entró en una nueva unión personal con Suecia. Sin embargo, los noruegos empezaron a reclamar la independencia abrazando la democracia e intentando hacer cumplir la declaración constitucional de ser un Estado soberano. Parte de este movimiento nacionalista se concentró en el desarrollo de una lengua noruega independiente. Se barajaban tres posibilidades: no hacer nada (lengua noruega escrita, es decir: danés, diferente del sueco), norueguizar la lengua danesa o construir una nueva lengua nacional a partir de los dialectos noruegos modernos. Las tres vías fueron puestas en práctica.

### Del danés al noruego
Desde la década de 1840 algunos escritores experimentaron con un danés norueguizado que incorporaba palabras descriptivas del paisaje y la vida popular noruegos, y que adoptaba una sintaxis más noruega. Knud Knudsen propuso cambiar la ortografía y la flexión gramatical de acuerdo con la koiné dano-noruega, conocida como «habla cotidiana culta». Los ajustes en esta dirección fueron aplicados progresivamente en tres reformas oficiales en 1862, 1907 y 1917.
Entretanto, un movimiento nacionalista luchaba por el desarrollo de un nuevo noruego escrito. Ivar Aasen, un lingüista autodidacta, comenzó la empresa de crear una nueva lengua noruega a los veintidós años. Viajó por todo el país, comparando los dialectos de diferentes regiones, y analizó la evolución del islandés, que en gran medida había evadido las influencias que habían llegado al noruego. Aasen llamó a su trabajo, publicado en varios libros entre 1848 y 1873, landsmål (‘lengua nacional’, ‘lengua del país’). El nombre de landsmål se interpreta en ocasiones como «lengua rural» o «lengua del campo», pero parece evidente que este no era el sentido que le otorgaba Aasen.
El nombre de la lengua danesa en Noruega fue un tema de gran debate durante el siglo XIX. Sus proponentes afirmaban que se trataba de la lengua común de Noruega y Dinamarca, y que no era más danesa que noruega. Los partidarios del landsmål pensaban que el carácter danés de la lengua no debía ser escondido. En 1899 el escritor Bjørnstjerne Bjørnson propuso el nombre neutro riksmål, que —a semejanza de landsmål— significa ‘lengua nacional’. Este nombre fue adoptado oficialmente con la reforma ortográfica oficial de 1907. El nombre riksmål se interpreta en ocasiones como ‘lengua estatal’, pero este sentido es como mucho secundario si lo comparamos con el rigsmål danés, de donde proviene el nombre.
Tras la disolución de la unión dinástica con Suecia en 1905, ambas lenguas se siguieron desarrollando y alcanzaron lo que actualmente se considera sus formas clásicas tras la reforma de 1917. El riksmål fue renombrado como bokmål (‘lengua del libro’) en 1929, y el landsmål pasó a llamarse nynorsk (‘nuevo noruego’). Una propuesta para sustituir el dano-noruego por el bokmål salió perdiendo en el Parlamento por un solo voto. El nombre nynorsk, el término lingüístico para el noruego moderno, fue elegido para contrastar con el danés y subrayar la conexión histórica con el noruego antiguo. Hoy en día este sentido prácticamente se ha perdido y a menudo se entiende como un «nuevo» noruego en oposición al «auténtico» noruego bokmål.
El bokmål y el nynorsk se hicieron más próximos con una reforma llevada a cabo en 1938, como resultado de una política estatal que pretendía fusionar el nynorsk y el bokmål en una sola lengua, llamada samnorsk (‘noruego común’). Una encuesta de 1946 mostró que esta política era apoyada por un 79 % de los noruegos en aquella época.[cita requerida] Sin embargo, los oponentes de dicha política consiguieron crear un movimiento masivo de protesta contra el samnorsk en la década de 1950, atacando especialmente el uso de formas «radicales» en los libros de texto en bokmål usados en las escuelas. En la reforma de 1959 se revocó parcialmente la reforma de 1938, pero se modificó el nynorsk aún más hacia el bokmål. Desde entonces el bokmål ha continuado retrocediendo hacia el riksmål tradicional, mientras que el nynorsk aún se guía por el estándar de 1959. Además, una pequeña minoría de entusiastas del nynorsk usa un estándar aún más conservador llamado høgnorsk. La política del samnorsk tuvo muy poca influencia después de 1960 y fue oficialmente descartada en 2002.

## Fonología
El sistema sonoro del noruego se parece al del sueco. Existe considerable variación entre los diferentes dialectos, pero la variedad que normalmente se enseña a los estudiantes extranjeros es el standard østnorsk.

### Consonantes
|              | Bilabial/ Labiodental | Bilabial/ Labiodental | Dental/ Alveolar | Dental/ Alveolar | Retrofleja/ Postalveolar | Retrofleja/ Postalveolar | Palatal | Palatal | Velar | Velar | Glotal |
| ------------ | --------------------- | --------------------- | ---------------- | ---------------- | ------------------------ | ------------------------ | ------- | ------- | ----- | ----- | ------ |
| Oclusivas    | p                     | b                     | t                | d                | ʈ                        | ɖ                        |         |         | k     | g     |        |
| Nasales      | m                     | m                     | n                | n                | ɳ                        | ɳ                        |         |         | ŋ     | ŋ     |        |
| Fricativas   | f                     |                       | s                |                  | ʂ                        |                          | ç       |         | h     |       |        |
| Líquidas     |                       |                       | ɾ                | l                | ɽ                        | ɭ                        |         |         |       |       |        |
| Aproximantes | ʋ                     | ʋ                     |                  |                  |                          |                          | j       | j       |       |       |        |

### Vocales
| Ortografía | AFI                | Descripción                                                     |
| ---------- | ------------------ | --------------------------------------------------------------- |
| a          | /ɑ/                | Abierta posterior no redondeada                                 |
| ai         | /ɑɪ/               |                                                                 |
| au         | /æʉ/               |                                                                 |
| e (breve)  | /ɛ/, /æ/           | Semiabierta anterior no redondeada                              |
| e (larga)  | /e/, /æ/           | Semicerrada anterior no redondeada                              |
| e (débil)  | /ə/                | Intermedia central no redondeada (schwa)                        |
| ei         | /æɪ/, /ɛɪ/         |                                                                 |
| i (breve)  | /ɪ/                | Cerrada anterior no redondeada                                  |
| i (larga)  | /i/                | Cerrada anterior no redondeada                                  |
| o          | /u/ a veces /o, ɔ/ | Cerrada posterior redondeada                                    |
| oi         | /ɔʏ/               |                                                                 |
| u          | /ʉ/, /u/           | Cerrada central redondeada (cerrada anterior extra redondeada)  |
| y (breve)  | /ʏ/                | Cerrada anterior redondeada (cerrada anterior menos redondeada) |
| y (larga)  | /y/                | Cerrada anterior redondeada (cerrada anterior menos redondeada) |
| æ          | /æ/, /ɛ/           | Semiabierta anterior no redondeada                              |
| ø          | /ø/                | Semicerrada anterior redondeada                                 |
| øy         | /øʏ/               |                                                                 |
| å          | /ɔ/                | Semiabierta posterior redondeada                                |

### Acento
El noruego es una lengua de tono marginal con dos estructuras tonales (tonos o acentos), utilizadas para diferenciar las palabras de dos sílabas que de lo contrario tendrían una pronunciación idéntica. Por ejemplo, en muchos dialectos orientales del noruego, la palabra bønder (‘granjeros’) se pronuncia con el tono 1, mientras que bønner (‘habas’ u ‘oraciones’) lo hace con el tono 2, como en danés. Aunque en ocasiones la diferencia ortográfica permite distinguir una palabra de la otra, en la mayoría de casos los pares mínimos suelen escribirse igual, ya que el noruego no tiene marcas acentuales explícitas. En la mayoría de los dialectos orientales de tono bajo, el acento 1 consiste en un tono bajo y plano en la primera sílaba, y el acento 2, un tono alto que cae abruptamente en la primera sílaba más un tono bajo en el comienzo de la segunda sílaba. En ambos acentos, estas variaciones de tono van seguidas de una subida de carácter entonativo (acento sintagmático), cuya presencia e intensidad indica énfasis y se corresponde con la función del acento «normal» de las lenguas que carecen de tono léxico, como el español. Esa subida culmina en la sílaba final de un sintagma acentual, mientras que la caída de final de enunciado, tan común en la mayoría de las lenguas, es o bien muy pequeña o bien inexistente.
Existe una variación significativa  en el acento de altura entre los distintos dialectos. Así, en la mayor parte de Noruega Occidental y Septentrional (los llamados «dialectos de tono alto»), el acento 1 cae, mientras que el acento 2 sube en la primera sílaba y cae en la segunda o en la proximidad del límite silábico. Los acentos de altura (así como el peculiar acento sintagmático de los dialectos de tono bajo) otorgan al noruego un sonido «cantarín», que permite distinguirlo fácilmente de otras lenguas. Es interesante notar que el acento 1 normalmente aparece en palabras que eran monosilábicas en nórdico antiguo, y el acento 2, en palabras que eran polisilábicas.

## Lengua escrita

### Alfabeto
El alfabeto noruego consta de 29 letras.
| A | B | C | D | E | F | G | H | I | J | K | L | M | N | O | P | Q | R | S | T | U | V | W | X | Y | Z | Æ | Ø | Å |
| a | b | c | d | e | f | g | h | i | j | k | l | m | n | o | p | q | r | s | t | u | v | w | x | y | z | æ | ø | å |

Las letras c, q, w, x y z solo son utilizadas en préstamos. Algunas personas escriben sus apellidos noruegos haciendo uso de estas letras.
Algunas de las letras aceptan el uso de diacríticos: é, è, ê, ó, ò, â y ô. En nynorsk también se usan ocasionalmente ì, ù y ỳ. Los diacríticos no son obligatorios, pero en ciertos casos permiten distinguir entre diferentes significados de una palabra; por ejemplo: for (‘para’), fór (verbo ir en pasado), fòr (‘surco’) y fôr (‘forraje’ o ‘forro’). Los préstamos pueden llevar otros diacríticos, principalmente ü, á y à.

### Bokmålynynorsk
Como sucede en otros países europeos, Noruega tiene un «comité de asesores» —Språkrådet (Consejo Lingüístico Noruego)— que determina, con el visto bueno del Ministerio de Cultura, la ortografía, gramática y vocabulario oficiales de la lengua noruega. El trabajo de este comité ha estado inmerso en la controversia durante años, y aún le queda mucho trabajo por hacer.[cita requerida]
Tanto el nynorsk como el bokmål tienen una gran variedad de formas opcionales. El bokmål que usa las formas más cercanas al riksmål se conoce como «conservador» o «moderado», dependiendo del punto de vista, mientras que el bokmål que hace uso de formas más cercanas al nynorsk se conoce como «radical». El nynorsk también tiene formas más cercanas al landsmål original y formas más próximas al bokmål.

### Riksmål
Quienes se oponían a las reformas ortográficas que intentaban aproximar el bokmål al nynorsk siguen utilizando el nombre riksmål, y emplean la ortografía y gramática anteriores al movimiento del samnorsk. El riksmål y las versiones conservadoras del bokmål han sido el estándar de facto para la lengua escrita de Noruega durante la mayor parte del siglo XX. Se utilizaron en los grandes periódicos, en las enciclopedias y en gran parte de la tradición literaria, además de ser la forma empleada por una gran parte de la población de la capital (Oslo), de las zonas cercanas y de otros núcleos urbanos. Desde las reformas de 1981 y 2003 (en vigor desde 2005), el bokmål oficial puede adaptarse hasta ser prácticamente idéntico al riksmål moderno. Las diferencias entre riksmål y bokmål podrían compararse con las diferencias entre el inglés británico y el americano. La Academia Noruega regula el uso del riksmål, determinando lo que se considera ortografía, gramática y léxico aceptables.

### Høgnorsk
Existe también una forma no oficial de nynorsk, llamada høgnorsk, que rechaza las reformas posteriores a 1917 y, por lo tanto, es más cercana al landsmål original de Ivar Aasen.  La Unión de Ivar Aasen promociona el uso del høgnorsk, pero hasta ahora su difusión no ha sido muy extensa.

### Uso actual

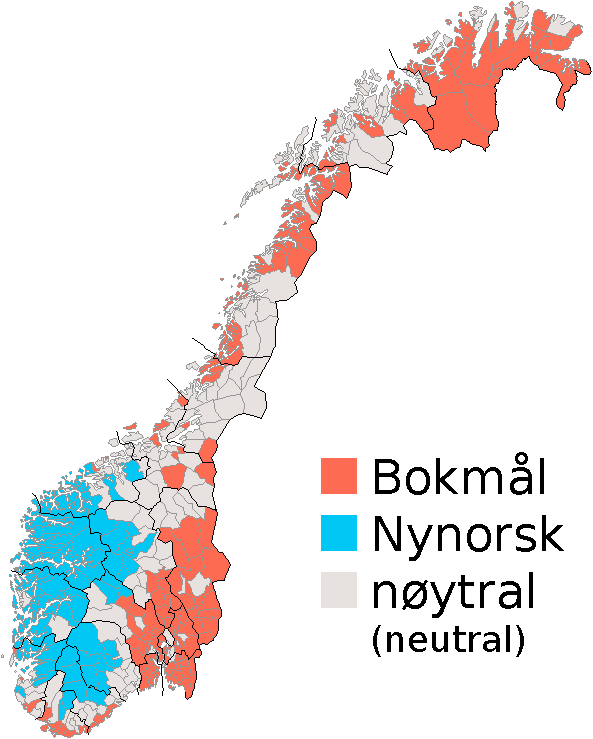
Mapa de las variedades lingüísticas oficiales en los municipios noruegos en 2007.

Cerca del 86,2 % de los alumnos de primaria y secundaria en Noruega recibe su educación en bokmål, mientras que el 13,8 % lo hace en nynorsk. A partir del octavo curso se requiere que los alumnos aprendan a escribir en ambas formas. De los 431 municipios noruegos, 161 han expuesto su deseo de comunicarse con las autoridades centrales en bokmål, 116 (que conforman el 12 % de la población) en nynorsk y 156 más se declaran neutras. De las 4549 publicaciones estatales del año 2000, el 8 % fueron en nynorsk y el 92 % en bokmål. Los grandes diarios nacionales (Aftenposten, Dagbladet y Verdens Gang) se publican en bokmål. Algunos de los principales diarios regionales (incluidos Bergens Tidende y Stavanger Aftenblad), así como muchas revistas políticas y diarios locales, usan tanto el bokmål como el nynorsk.

## Dialectos
Existe un acuerdo general acerca de cómo la amplia gama de diferencias hace difícil estimar el número de dialectos noruegos. Las variaciones en gramáticas, sintaxis, léxico y pronunciación traspasan las fronteras geográficas y pueden crear dialectos distintos de una aldea a otra. Los dialectos, además, pueden llegar en algunos casos a ser tan diferentes que son ininteligibles para los no familiarizados con ellos. Muchos lingüistas señalan una tendencia hacia la regionalización de los dialectos, lo que provoca la disminución de las diferencias a nivel local. Existe, sin embargo, un renovado interés por la preservación de los diferentes dialectos.

## Ejemplos
A continuación se muestran algunas frases donde se pueden observar algunas de las diferencias entre bokmål y nynorsk, comparadas con el conservador bokmål (más cercano al danés), el nórdico antiguo, el sueco, el feroés, el islandés (la lengua viva más cercana al antiguo nórdico) y otras lenguas germánicas modernas.
| Idioma          | Frase                  | Frase              | Frase                         | Frase                                            |
| Idioma          | Vengo de Noruega       | ¿Cómo se llama él? | Esto es un caballo            | El arcoíris tiene muchos colores                 |
| --------------- | ---------------------- | ------------------ | ----------------------------- | ------------------------------------------------ |
| Bokmål          | Jeg kommer fra Norge   | Hva heter han?     | Dette er en hest              | Regnbuen har mange farger                        |
| Riksmål         | Jeg kommer fra Norge   | Hva heter han?     | Dette er en hest              | Regnbuen har mange farver                        |
| Danés           | Jeg kommer fra Norge   | Hvad hedder han?   | Dette er en hest              | Regnbuen har mange farver                        |
| Nynorsk         | Eg kjem frå Noreg      | Kva heiter han?    | Dette er ein hest             | Regnbogen har mange fargar                       |
| Høgnorsk        | Eg kjem frå Noreg      | Kva heiter han?    | Dette er ein hest             | Regnbogen hev mange fargar Regnbogen er manglìta |
| Nórdico antiguo | Ek kem frá Noregi      | Hvat heitir hann?  | Þetta er hross/hestr          | Regnboginn er marglitr                           |
| Islandés        | Ég kem frá Noregi      | Hvað heitir hann?  | Þetta er hross/hestur         | Regnboginn er marglitur                          |
| Sueco           | Jag kommer från Norge  | Vad heter han?     | Detta är en häst              | Regnbågen har många färger                       |
| Feroés          | Eg eri úr Noregi       | Hvussu eitur hann? | Hetta er eitt ross/ein hestur | Ælabogin hevur nógvar litir                      |
| Alemán          | Ich komme aus Norwegen | Wie heißt er?      | Das ist ein Hengst/Roß/Pferd  | Der Regenbogen hat viele Farben                  |
| Neerlandés      | Ik kom uit Noorwegen   | Hoe heet hij?      | Dit is een paard              | De regenboog heeft veel kleuren                  |
| Inglés          | I come from Norway     | What is his name?  | This is a horse               | The rainbow has many colours                     |

## Morfología

### Sustantivos
Los sustantivos noruegos se flexionan o declinan en determinación (determinado/indeterminado) y en número. En algunos dialectos, los nombres determinados se declinan también en casos (nominativo/dativo).
Como en la mayoría de las lenguas indoeuropeas, los sustantivos se clasifican por género, lo que obliga a la concordancia con adjetivos y determinantes. Los dialectos noruegos tienen tres géneros: masculino, femenino y neutro, excepto el dialecto de Bergen, que solo tiene dos: común y neutro. El bokmål y el standard østnorsk tradicionalmente constan de dos géneros, como en danés (y como el dialecto de Bergen), pero las variedades llamadas «radicales» tienen tres. Actualmente el modelo de dos géneros ha sido en su mayor parte sustituido por el de tres en standard østnorsk hablado, pero en ocasiones se mantiene en el bokmål «conservador».
| Singular   | Singular | Plural     | Plural   |
| Indefinido | Definido | Indefinido | Definido |
| ---------- | -------- | ---------- | -------- |
| en båt     | båten    | båter      | båtene   |

La declinación de los sustantivos regulares depende del género. Algunos dialectos y variedades de nynorsk amplían la declinación tomando en consideración los neutros y femeninos débiles y fuertes.
| m. | en gutt ‘un niño’      | gutten ‘el niño’       | gutter ‘niños’      | guttene ‘los niños’      |
| f. | ei/en dør ‘una puerta’ | døra/døren ‘la puerta’ | dører ‘puertas’     | dørene ‘las puertas’     |
| f. | ei/en sol ‘un sol’     | sola/solen ‘el sol’    | soler ‘soles’       | solene ‘los soles’       |
| n. | et hus ‘una casa’      | huset ‘la casa’        | hus ‘casas’         | husene/husa ‘las casas’  |
| n. | et hjerte ‘un corazón’ | hjertet ‘el corazón’   | hjerter ‘corazones’ | hjertene ‘los corazones’ |

A fecha de 1 de julio de 2005, está permitido escribir todos los nombres femeninos como masculinos.
| m. | ein gut ‘un niño’              | guten ‘el niño’             | gutar ‘niños’              | gutane ‘los niños’               |
| f. | ei sol ‘un sol’                | sola/soli ‘el sol’          | soler ‘soles’              | solene ‘los soles’               |
| f. | ei kyrkje/kyrkja ‘una iglesia’ | kyrkja ‘la iglesia’         | kyrkjer/kyrkjor ‘iglesias’ | kyrkjene/kyrkjone ‘las iglesias’ |
| n. | eit hus ‘una casa’             | huset ‘la casa’             | hus ‘casas’                | husa/husi ‘las casas’            |
| n. | eit hjarta/hjarte ‘un corazón’ | hjarta/hjartet ‘el corazón’ | hjarto/hjarte ‘corazones’  | hjarto/hjarta ‘los corazones’    |

### Adjetivos
Los adjetivos noruegos tienen dos paradigmas  flexivos. La flexión débil se aplica cuando el argumento es definido; la flexión fuerte, cuando el argumento es indefinido. En ambos paradigmas, el adjetivo se declina en grado (positivo/comparativo/superlativo). Los adjetivos fuertes en grado positivo se declinan además en género y número, concordando con su argumento. En algunos dialectos del sudoeste, los adjetivos débiles en grado positivo también se declinan en género y número, con una forma para el femenino y el neutro y otra para el masculino y el plural.
|         | Positivo | Comparativo | Superlativo |
| ------- | -------- | ----------- | ----------- |
| Bokmål  | grønne   | grønnere    | grønneste   |
| Nynorsk | grøne    | grønare     | grønaste    |

|           | Positivo | Positivo | Positivo | Positivo | Comparativo | Superlativo |
| Masculino | Femenino | Neutro   | Plural   |          | Comparativo | Superlativo |
| --------- | -------- | -------- | -------- | -------- | ----------- | ----------- |
| Bokmål    | grønn    | grønn    | grønt    | grønne   | grønnere    | grønnest    |
| Nynorsk   | grøn     | grøn     | grønt    | grøne    | grønare     | grønast     |

### Verbos
Los verbos finitos noruegos se flexionan o conjugan en modo: indicativo/imperativo/subjuntivo. El modo subjuntivo se limita solo a unos pocos verbos. Los verbos en indicativo se conjugan en tiempo, presente/pasado. En bokmål y standard østnorsk, el presente y el pasado también tienen una forma pasiva. En algunos dialectos los verbos en indicativo también se conjugan de acuerdo al número. La conjugación de acuerdo al género o persona ya no existe en noruego.
Existen cuatro formas verbales no finitas: infinitivo, infinitivo pasivo y las dos formas de participio: perfectivo/pasado e imperfectivo/presente.
Los participios son adjetivos verbales. El participio imperfectivo no se declina, pero el perfectivo se declina en género (no en bokmål ni en standard østnorsk) y en número, como los adjetivos fuertes en grado positivo. La forma definida del participio es igual que la forma plural.
Al igual que sucede en otras lenguas germánicas, los verbos noruegos pueden ser o bien fuertes o bien débiles.
| Finito     | Finito     | Finito       | Finito     | Finito     | Finito     | No finito            | No finito            | No finito                        | No finito                        | No finito                        |
| Indicativo | Indicativo | Indicativo   | Indicativo | Subjuntivo | Imperativo | Sustantivos verbales | Sustantivos verbales | Adjetivos verbales (participios) | Adjetivos verbales (participios) | Adjetivos verbales (participios) |
| Presente   | Presente   | Pasado       | Pasado     | Subjuntivo | Imperativo | Infinitivo           | Infinitivo           | Imperfectivo                     | Perfectivo                       | Perfectivo                       |
| Activa     | Pasiva     | Activa       | Pasiva     | Subjuntivo | Imperativo | Activa               | Pasiva               | Imperfectivo                     | Singular                         | Plural/Def.                      |
| ---------- | ---------- | ------------ | ---------- | ---------- | ---------- | -------------------- | -------------------- | -------------------------------- | -------------------------------- | -------------------------------- |
| lever      | leves      | levde/ levet | levdes     | leve       | lev        | leve                 | leves                | levende                          | levd                             | levde/ levet                     |

| Finito     | Finito     | Finito     | Finito     | Finito     | Finito     | No finito            | No finito            | No finito                        | No finito                        | No finito                        | No finito                        | No finito                        |
| Indicativo | Indicativo | Indicativo | Indicativo | Subjuntivo | Imperativo | Sustantivos verbales | Sustantivos verbales | Adjetivos verbales (participios) | Adjetivos verbales (participios) | Adjetivos verbales (participios) | Adjetivos verbales (participios) | Adjetivos verbales (participios) |
| Presente   | Presente   | Pasado     | Pasado     | Subjuntivo | Imperativo | Infinitivo           | Infinitivo           | Imperfectivo                     | Perfectivo                       | Perfectivo                       | Perfectivo                       | Perfectivo                       |
| Activa     | Pasiva     | Activa     | Pasiva     | Subjuntivo | Imperativo | Activa               | Pasiva               | Imperfectivo                     | Masculino                        | Feminino                         | Neutro                           | Plural/Def.                      |
| ---------- | ---------- | ---------- | ---------- | ---------- | ---------- | -------------------- | -------------------- | -------------------------------- | -------------------------------- | -------------------------------- | -------------------------------- | -------------------------------- |
| lever      | levast     | levde      | levdest    | leve       | lev        | leva                 | levast               | levande                          | levd                             | levd                             | levt                             | levde                            |

### Pronombres
Los pronombres personales en noruego se declinan en casos: nominativo/acusativo. Algunos dialectos han preservado el caso dativo en sustantivos y también cuentan con un caso dativo, en lugar de acusativo, en los pronombres personales, mientras que otros dialectos tienen el acusativo en los pronombres y el dativo en los sustantivos, lo que proporciona a estos dialectos tres casos distintos.
En la gramática de noruego más detallada que existe, la Norsk referansegrammatikk, la categorización de los pronombres personales según persona, género y número no se considera flexión. Como sucede con los sustantivos, los adjetivos deben concordar en género y número con sus argumentos pronominales.
Otros pronombres no tienen flexión. Los llamados pronombres posesivos, demostrativos y  relativos no se siguen considerando pronombres. Los pronombres conforman una clase cerrada, lo que significa que normalmente no se pueden añadir nuevos elementos a esta clase.
| Nominativo | Acusativo | Equivalente español       |
| ---------- | --------- | ------------------------- |
| jeg        | meg       | yo, me, mí                |
| du         | deg       | tú, te, ti                |
| han        | ham/han   | él, lo, le                |
| hun        | henne     | ella, la, le              |
| den        | den       | ello (masculino/femenino) |
| det        | det       | ello (neutro)             |
|            | seg       | se, le, les (reflexivo)   |
| vi         | oss       | nosotros, nos             |
| dere       | dere      | vosotros, os              |
| de         | dem       | ellos/ellas, los/las, les |

| Nominativo | Acusativo | Equivalente español             |
| ---------- | --------- | ------------------------------- |
| eg         | meg       | yo, me, mí                      |
| du         | deg       | tú, te, ti                      |
| han        | han/honom | él, lo, le o ello (masculino)   |
| ho         | ho/henne  | ella, la, le or ello (femenino) |
| det        | det       | ello (neutro)                   |
|            | seg       | se, le, les (reflexivo)         |
| me/vi      | oss       | nosotros, nos                   |
| de         | dykk      | vosotros, os                    |
| dei        | dei       | ellos/ellas, los/las, les       |

El bokmål tiene dos series de pronombres de 3.ª persona: han y hun, que hacen referencia a individuos masculinos y femeninos respectivamente, y den y det, que hacen referencia a sustantivos inanimados o impersonales, de género masculino/femenino o neutro respectivamente. En cambio, en nynorsk y en la mayoría de los dialectos se usa la misma serie de pronombres —han (m.), ho (f.) y det (n.)— para referencias tanto personales como impersonales. Det tiene también usos expletivos y catafóricos como ocurre en inglés; por ejemplo, en «It rains» y «It was known by everyone (that) he had travelled the world».

### Determinantes
La clase cerrada de determinantes noruegos se declina según género y número, concordando con su argumento. No todos los determinantes se declinan.
|           | Indefinido | Indefinido | Indefinido | Indefinido | Definido |
| Masculino | Femenino   | Neutro     | Plural     |            | Definido |
| --------- | ---------- | ---------- | ---------- | ---------- | -------- |
| Bokmål    | egen       | egen       | eget       | egne       | egne     |
| Nynorsk   | eigen      | eiga       | eige       | eigne      | eigne    |

### Clases de partículas
El noruego tiene cinco clases cerradas sin flexión, es decir, categorías léxicas con función gramatical y un número finito de miembros que no pueden ser distinguidos mediante criterios morfológicos. Se trata de las interjecciones, conjunciones, subjunciones, preposiciones y adverbios. La  inclusión de los adverbios requiere que los adverbios tradicionales que se flexionan en grado se clasifiquen como adjetivos, como se hace en ocasiones.

### Palabras compuestas
En las palabras compuestas en noruego, el núcleo —es decir, la parte que determina la clase a que pertenece la nueva palabra compuesta— es la última parte. Solo la primera parte tiene el acento principal. Por ejemplo, el compuesto hodetelefoner ‘auriculares’ tiene el acento principal en la primera sílaba y es un sustantivo (un tipo de teléfono).
Las palabras compuestas se escriben juntas en noruego (a menudo añadiendo una s o una e entre las palabras), lo que puede hacer que aparezcan palabras muy largas; por ejemplo, sannsynlighetsmaksimeringsestimator (‘estimador de máxima probabilidad’) o menneskerettighetsorganisasjoner (‘organizaciones de derechos humanos’). Otro ejemplo es el título høyesterettsjustitiarius (originariamente una combinación de høyesterett ‘tribunal supremo’ y el título actual, ‘justiciar’) o la traducción de Sueño de una noche de verano: En midtsommernattsdrøm.
Si no se escriben juntas, cada componente se lee con acento principal y el significado del compuesto se pierde; esto sucede a veces, dando lugar en ocasiones a resultados humorísticos. En lugar de escribir, por ejemplo, lammekoteletter (‘chuletas de cordero’), alguien puede escribir lamme koteletter (‘chuletas estúpidas’ o ‘paralizadas’). El mensaje original puede incluso acabar tergiversado, como cuando røykfritt (‘no fumar’, literalmente: ‘libre de humo’) se convierte en røyk fritt (‘fumar libremente’).

## Vocabulario
La mayor parte del vocabulario moderno del noruego se remonta al nórdico antiguo. La fuente más importante de préstamos es el bajo alemán medio, que tuvo una enorme influencia en el repertorio léxico del noruego desde la Baja Edad Media en adelante y que incluso influyó en las estructuras gramaticales, como las construcciones de genitivo. Actualmente la mayor fuente de préstamos es el inglés, como rapper, e-mail, catering, juice o bag (originariamente una palabra del nórdico antiguo tomada como préstamo en inglés).
Algunos préstamos cambian su ortografía para reflejar las normas de pronunciación del noruego, pero, en general, la versión norueguizada de dichas palabras tiende a necesitar mucho tiempo para ser asimilada. Por ejemplo, sjåfør (del francés chauffeur ‘chófer’) y revansj (del francés revanche ‘revancha’) son hoy en día las formas más comunes, pero juice se utiliza más que jus, catering más que keitering, service más que sørvis, etc.